# Ander Mirambell
Ander Mirambell Viñas (* 17. Februar 1983 in Barcelona) ist ein ehemaliger spanischer Skeletonpilot und gegenwärtiger Bobsportfunktionär. Seit 2022 ist er Vizepräsident Sport der International Bobsleigh & Skeleton Federation.

## Leben
Ander Mirambell lebt in Manresa und startet für den Club Atletisme Calella. Er studierte Sportwissenschaft und hält beruflich unter anderem Vorträge und gibt Workshops.

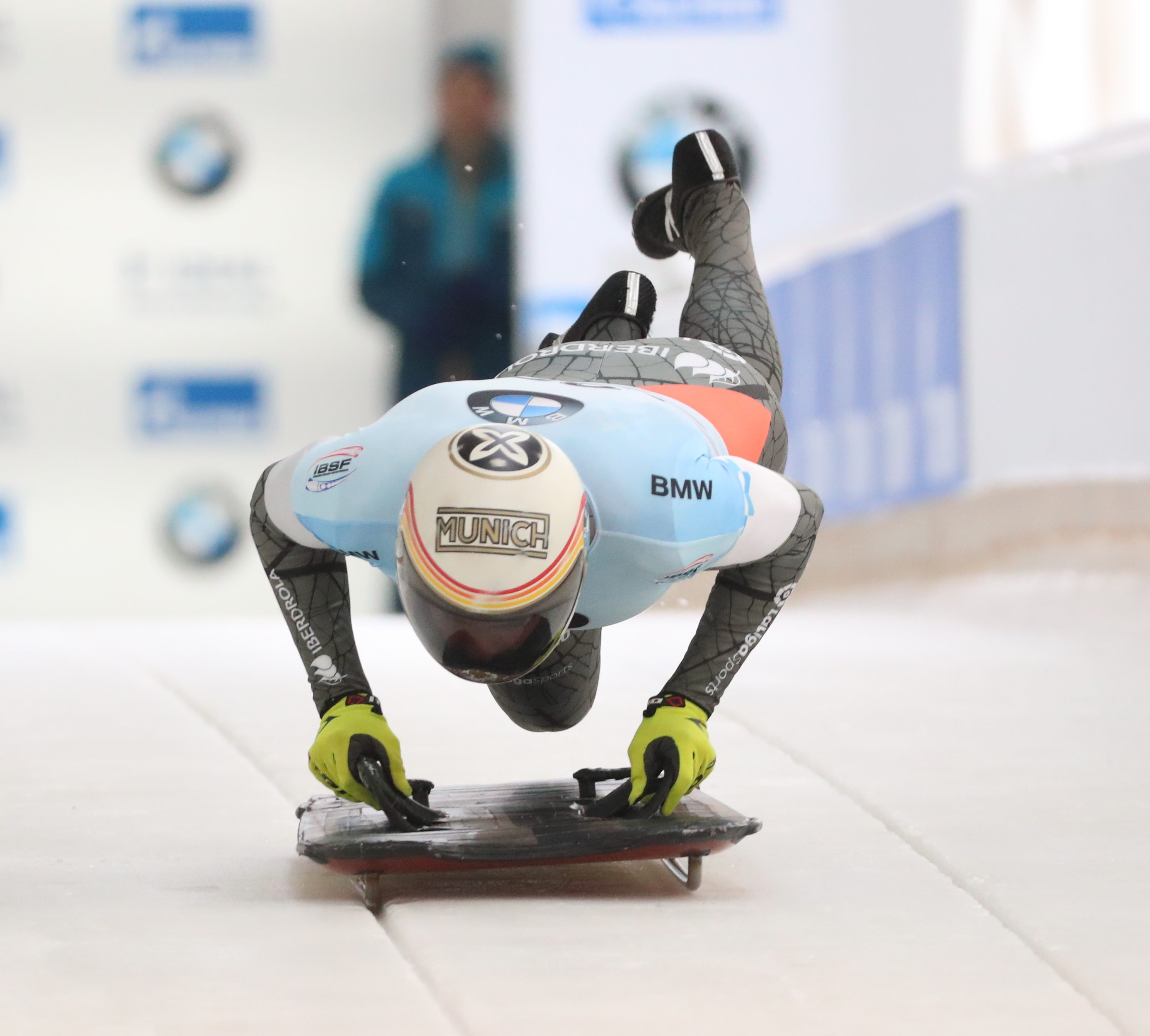
Mirambell bei der Weltmeisterschaft 2020 in Altenberg

Mirambell betreibt Skeleton seit 2005 und gehört seitdem zum Nationalkader seines Landes. Er debütierte im Dezember 2005 in Königssee im Europacup und erreichte den 61. Rang. Im Februar des folgenden Jahres startete er bei den Junioren-Weltmeisterschaften in Igls und wurde 25. Neben Rennen im Europacup trat er bei der Skeleton-Europameisterschaft 2007 in Königssee an, wo er 23. wurde, und bei der Skeleton-Weltmeisterschaft 2008 in Altenberg, wo er den 27. Platz erreichte. In Winterberg konnte Mirambell als Siebter sein bislang bestes Ergebnis im Europacup erreichen. Ab 2008/09 startete Mirambell meist im Weltcup, belegte aber meist hintere Ränge. Nächstes Großereignis wurde die Skeleton-Europameisterschaft 2009 in St. Moritz. Der Spanier wurde 15., einen Monat später bei der Skeleton-Weltmeisterschaft 2009 in Lake Placid 27. In der Saison 2009/10 war die EM 2010 in Igls der erste Saisonhöhepunkt, bei dem er erneut den 15. Platz belegte. Zum Karrierehöhepunkt bis dahin wurden die Olympischen Winterspiele 2010 in Vancouver. Dort nahm Mirambell als erster Spanier überhaupt an Olympischen Skeletonwettbewerben teil und platzierte sich auf dem 24. Rang.
Sein bestes Weltcup-Ergebnis erreichte der Spanier zu Beginn der Saison 2010/11 in Whistler. Auf der Olympiabahn konnte er sich auf Rang 14 platzieren und fuhr damit erstmals einen Rang im Mittelfeld ein. Im Gesamtweltcup belegte er den 19. Rang. In der Folgesaison erreichte er sein bestes Ergebnis des Weltcupwinters mit einem 17. Platz ebenfalls in Whistler. Zum Saisonabschluss gelangen ihm mit einem zweiten und dritten Rang im America’s Cup seine ersten internationalen Podestplätze. 2012/13 belegte er im Weltcup lediglich Platzierungen zwischen 17 und 26 und wurde 22. bei der Weltmeisterschaft. In der Olympiasaison 2013/14 erreichte er im Weltcup außer Rang 16 und 17 in St. Moritz nur Platzierungen außerhalb der Top 20, nahm jedoch zum zweiten Mal an den Olympischen Spielen teil und wurde in Sotschi 26. von 27 Startern. Im Skeleton-Weltcup 2014/15 gelang ihm keine Platzierung unter den besten 20 und bei der Weltmeisterschaft 2015 belegte er den 30. Rang. In der Saison 2015/16 gewann er die Gesamtwertung im Nordamerikacup und siegte dabei fünfmal – damit wurde er der erste spanische Sieger bei internationalen Skeletonrennen. Im Weltcup belegte er Platzierungen zwischen 18 und 25 und damit den 21. Gesamtrang.

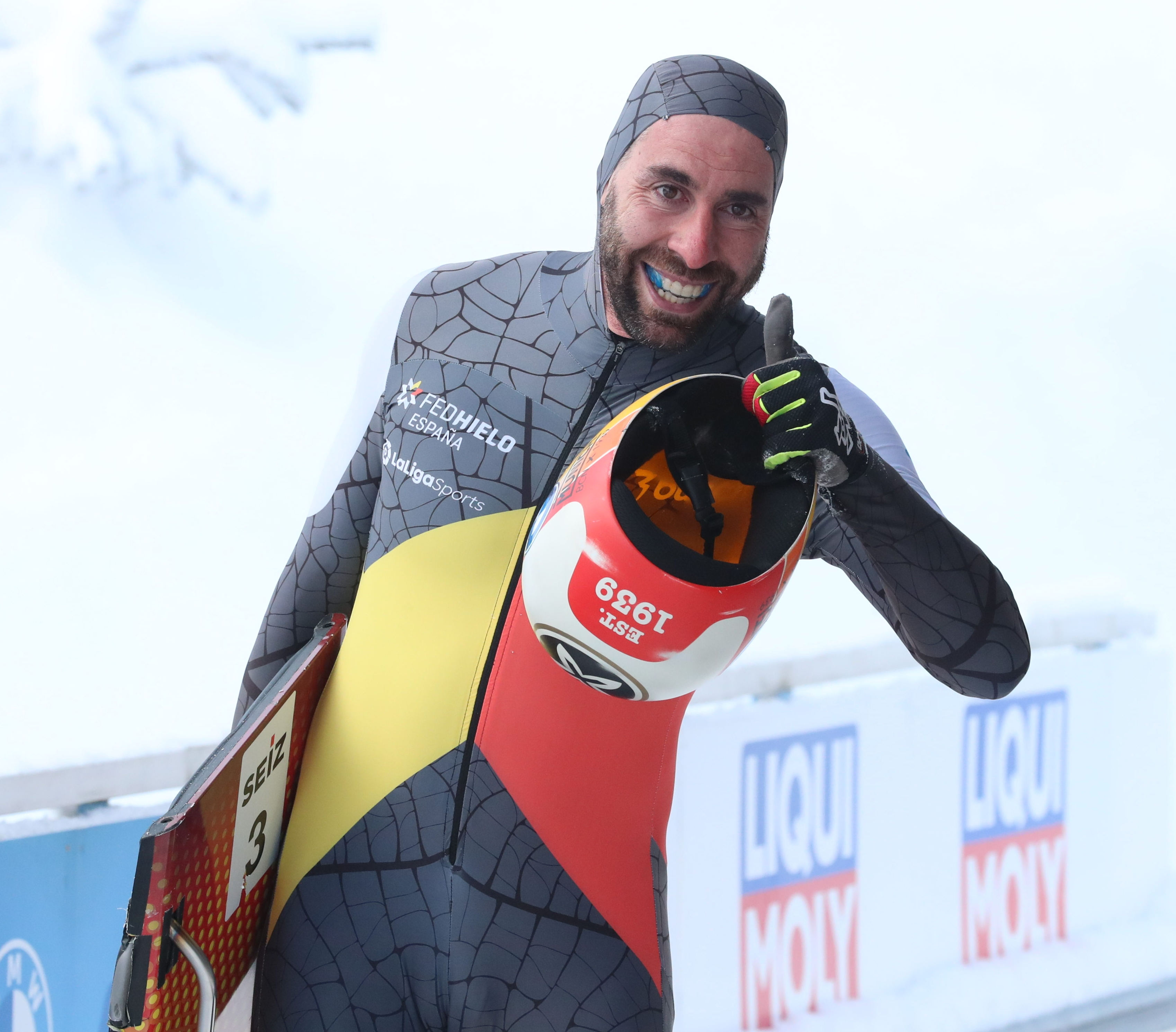
Mirambell bei der Weltmeisterschaft 2021 in Altenberg

Den Nordamerikacup der Saison 2015/16 gewann Mirambel, im Weltcup belegte er Platz 21 und wurde 27. bei der Weltmeisterschaft in Innsbruck-Igls. In der Saison 2016/17 nahm er an den ersten beiden Rennen des Nordamerikacups in Calgary teil und gewann diese. Im Weltcup erreichte er mit Platz 13 in Lake Placid sein bestes Saisonergebnis, in der Gesamtwertung belegte er Rang 14. Die Weltmeisterschaft am Königssee beendete er als 20. In der olympischen Saison 2017/18 trat Mirambell ausschließlich im Weltcup an, erreichte dort in Park City mit dem 16. Platz sein bestes Ergebnis, wurde in der Gesamtwertung 21. Die Olympischen Winterspiele beendete er zeitgleich mit dem Australier John Farrow auf dem 21. Rang. Nach dem Saisonende erwog Mirambell ein Karriereende, setzte seine Karriere jedoch mit Unterstützung von Espanyol Barcelona fort.
Die Saison 2018/19 begann für Mirambell erneut im Nordamerikacup, er kam jedoch noch zwei fünfte Plätze in Park City hinaus; in der Gesamtwertung belegte er Platz 11. Im Weltcup lief es ebenso durchwachsen, die Gesamtwertung brachte den 26. Platz. Bei der Weltmeisterschaft in Whistler startete er trotz Meldung nicht. Beim Nordamerikacup der Saison 2019/20 reichte es nur einmal in Lake Placid zu einer Podiumsplatzierung, trotzdem errang Mirambell den Sieg der Gesamtwertung. Im Weltcup trat er lediglich bei den Rennen am Königssee (24.) und in St. Moritz–Celerina (25.) an, was Rang 38 der Gesamtwertung bedeutete. Bei der Weltmeisterschaft in Altenberg belegte der den 26. Platz.
Die von der COVID-19-Pandemie beeinflusste Saison 2020/21 begann für Mirambell im Europacup, wo er in Winterberg die Plätze 8 und 7 erreichte. Sein bestes Resultat im Weltcup war Platz 15 in St. Moritz–Celerina, die Saison beendete er als 24. der Gesamtwertung. Bei der Weltmeisterschaft, die erneut in Altenberg ausgetragen wurden, trat er trotz Meldung nicht an. Die olympische Saison 2021/22 begann für den Spanier im Nordamerikacup und Interkontinentalcup von Whistler. In Lake Placid gewann er ein letztes Mal ein Rennen des Nordamerikacups, die Gesamtwertung beendete er hinter Nicholas Timmings auf dem zweiten Rang. Im Weltcup startete er in Winterberg (26.) und St. Moritz–Celerina (24.), dies führte zum 37. Rang der Gesamtwertung. Beim Saisonhöhepunkt, den Olympischen Winterspielen, belegte er den 24. Platz.
Nach seiner vierten Teilnahme bei Olympischen Winterspielen beendete Mirambell 2022 seine aktive Laufbahn. Beim Kongress der International Bobsleigh & Skeleton Federation im Juli 2022 trat er gegen Amtsinhaber Darrin Steele bei der Wahl zum Vizepräsidenten für Sport des Bob- und Skeletonverbandes an und setzte sich mit 22:16 Stimmen durch.